# Camponotus butteli
Camponotus butteli es una especie de hormiga del género Camponotus, tribu Camponotini. Fue descrita científicamente por Forel en 1905.
Se distribuye por Madagascar. Se ha encontrado a elevaciones de hasta 2000 metros. Vive en microhábitats como la vegetación baja, troncos y debajo de piedras.